# Olaus Petri

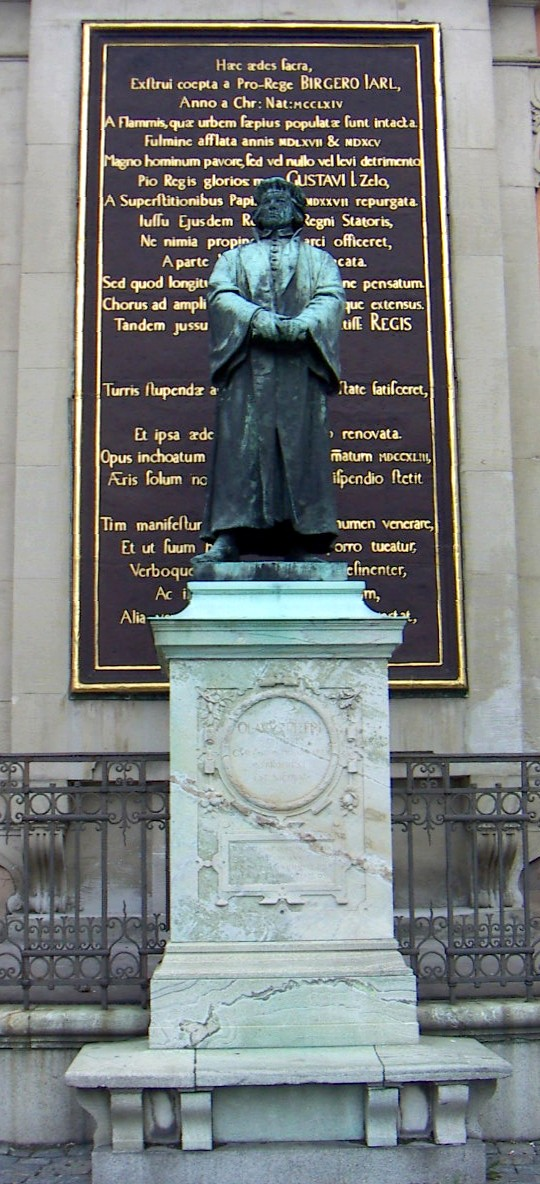
Pomnik Olausa Petri pod kościołem św. Mikołaja w Sztokholmie.

Olaus Petri właściwie: Olof Petterson (ur. 6 stycznia 1493 w Örebro, zm. 19 kwietnia 1552 w Sztokholmie) – szwedzki pisarz, tłumacz. Był jednym z najważniejszych tłumaczy Biblii Gustawa Wazy, przetłumaczył i stworzył wiele szwedzkich psalmów oraz dużą liczbę własnych, oryginalnych pism religijnych. Był on także autorem najlepszego pozareligijnego utworu tego okresu – En svensk krönika (Szwedzka kronika).
Jego imieniem nazwano m.in. kościół w Örebro.